# Le Bœuf écorché (Chagall)
Pour les articles homonymes, voir Le Bœuf écorché.
Le Bœuf écorché est un tableau réalisé par le peintre français Marc Chagall en 1947. Cette huile sur toile représente une carcasse de bœuf suspendue devant un paysage urbain enneigé. Elle est conservée au musée national d'Art moderne, à Paris.